# Kiyokazu Kudō
Kiyokazu Kudō (jap. 久藤清一 Kudō Kiyokazu; ur. 21 czerwca 1974) – japoński piłkarz występujący na pozycji pomocnika.

## Kariera klubowa
Od 1993 do 2010 roku występował w klubach Júbilo Iwata, Avispa Fukuoka i Cerezo Osaka.